# Hannah Osborne
Hannah Osborne (n. 10 martie 1994, Te Kūiti⁠(d), Manawatū-Whanganui Region⁠(d), Noua Zeelandă) este o canotoare ce a reprezentat Noua Zeelandă, medaliată olimpică. A participat la o ediție a Jocurilor Olimpice (2020) în care a câștigat o medalie de argint.

## Participări
Lista de mai jos prezintă principalele competiții la care a participat Hannah Osborne de-a lungul carierei.
- Canotaj la Jocurile Olimpice de vară din 2020 - Dublu vâsle feminin[3]